# Vlag van Staten Island
De huidige vlag van Staten Island werd in 2016 aangenomen. De vlag heeft boven de gebouwen van Staten Island Advance en de Kamer van Koophandel gehangen en is te zien in het stadhuis en het gemeentehuis van Staten Island.
Staten Island heeft drie onofficiële vlaggen gehad. De eerste werd op hetzelfde moment aangenomen als de vlaggen van Brooklyn, Queens en The Bronx. Hij had een marineblauwe achtergrond met een oranje zegel in het midden, met daarin twee watervogels en de tekst "Richmond Borough 1663 1898 New York". "Borough of Richmond" was de officiële naam van Staten Island vóór 1975.
De tweede vlag bestond uit elementen die waren ontworpen voor een wedstrijd die in 1971 werd gehouden door de president van Staten Island, Robert T. Connor. Die vlag had een witte achtergrond met een ovaal in het midden. Binnen het ovaal bevindt zich een blauwe lucht en twee witte meeuwen. De groene omtrek stelde het platteland voor en de witte vorm het stadsgezicht, dat de woonwijken van Staten Island voorstelt. In het midden van het ovaal stonden de woorden "Staten Island" in goud. Onder de naam symboliseerden vijf golvende blauwe lijnen de wateren die het eiland omringen.
De vlag uit 1971 werd bekritiseerd door de president van Staten Island, James Oddo, die de Staten Island Advance vertelde dat de huidige vlag "lijkt op de Fresh Kills Landfill. De vogel lijkt op een zeemeeuw, de berg lijkt op een vuilnisbelt."
In maart 2016 ontwierp Oddo een nieuwe vlag en een nieuwe zegel voor Staten Island. Op beide zegels in aardetinten staat een allegorische vrouwenfiguur die de stad voorstelt, staand aan de kust van het eiland en uitkijkend op de Narrows, waar het schip The Half Moon van Henry Hudson voor anker ligt. Op de achtergrond ligt een kleine kano met drie oestermannen; twee Staten Islanders en de derde een zeeman van de Half Moon. Oddo zei destijds dat hij nog niet had besloten of ze zouden proberen de nieuwe vlag officieel te maken, zoals de vlaggen van Brooklyn en The Bronx. De stad New York kocht in 2017 kopieën van deze vlag voor officiële functies.
|  |  |